# Preparados, listos, ya!
Preparados, listos, ya! es un álbum de estudio del grupo Los Flechazos perteneciente a la compañía discográfica DRO, editado en el año 1993, y compuesto por 12 canciones.

## Lista de canciones
| N.º | Título                                 | Duración |  |
| 1.  | «Chicas, chicas, chicas»               |          |  |
| 2.  | «Soy un pecador»                       |          |  |
| 3.  | «El hombre que confundía los sentidos» |          |  |
| 4.  | «No quiero verte llorar»               |          |  |
| 5.  | «Déjeme en paz»                        |          |  |
| 6.  | «El alquiler»                          |          |  |
| 7.  | «Suzette»                              |          |  |
| 8.  | «Luces rojas»                          |          |  |
| 9.  | «Tres días»                            |          |  |
| 10. | «Lo conseguí»                          |          |  |
| 11. | «Ella me hace enloquecer»              |          |  |
| 12. | «No soy yo»                            |          |  |